# Umberto La Rocca (diplomatico)
Umberto La Rocca (Porto Said, 18 febbraio 1920 – Roma, 9 ottobre 2011) è stato un diplomatico italiano.

## Biografia
Nato a Porto Said da padre italiano e madre francese, studiò a Roma, dove venne sorpreso dall'entrata dell'Italia nella seconda guerra mondiale. Per le sue conoscenza della lingua araba, inglese e francese, venne arruolato dal Regio Esercito come sergente nel Centro "A" (Arabo) del Raggruppamento Centri Militari, un reparto speciale costituito da truppe straniere. Con tale reparto partecipò ad ardite incursioni nel deserto libico contro gli inglesi ed infine alla difesa di Roma dai tedeschi nei giorni seguenti l'armistizio di Cassibile.
Laureatosi in giurisprudenza all'Università di Roma il 26 giugno 1941, Umberto La Rocca inizia la carriera diplomatica nel 1951. Presta servizio nelle Sedi di New York e Londra, per rientrare poi a Roma nel 1962, dove è impegnato prima alla Direzione Generale per gli Affari Politici e in seguito alla Segreteria Particolare del Sottosegretario di Stato. Prosegue la carriera nelle Sedi di Parigi e Washington, prima di essere impiegato nel Settembre 1976 come Consigliere Diplomatico del Presidente del Consiglio dei Ministri. Nel 1979 diviene Capo della Rappresentanza permanente d'Italia presso le Nazioni Unite a New York, con titolo e rango di Ambasciatore.
È stato anche capo di gabinetto del Ministero degli Affari Esteri. Al termine dell'attività diplomatica ha collaborato con numerose aziende, delle quali è stato presidente: Alenia, Traforo del Monte Bianco e Aeritalia. È stato componente del consiglio di amministrazione dell'Enel.
Dal 1993 fino alla sua morte ha ricoperto la carica di presidente della SIOI - Società Italiana di Organizzazione Internazionale, ente morale a carattere internazionalistico, ed è stato inoltre presidente onorario dell'associazione tra ambasciatori "Diplomatia", membro dell'Advisory Board della St. John's University e membro del comitato scientifico della Fondazione Italia USA.
Nel 2008 il Comune di Assisi gli ha conferito la cittadinanza onoraria.
Umberto La Rocca è morto a Roma il 9 ottobre 2011,  lasciando la moglie, l'attrice Marina Malfatti, che gli sopravvisse cinque anni. . La coppia non ebbe figli.